# You Let Me Walk Alone
You Let Me Walk Alone (с англ. — «Ты оставил меня одного на этом пути») — баллада, авторами которой являются Михаэль Шульте, Томас Стенгор (дат. Thomas Stengaard), Ниссе Ингверсен (нем. Nisse Ingwersen) и Нина Мюллер (нем. Nina Müller).

## Название
В название баллады вынесены слова из заключительной строчки припева: Cause you let me walk this road alone (в переводе: «Потому что ты оставил меня одного на этом пути»).
В 14-летнем возрасте для Михаэля Шульте ударом судьбы стала потеря родного отца. Воспоминания детства и любовь сына к отцу он передал в тексте баллады, которую через 14 лет спел в Лиссабоне:

Оригинальный текст (нем.)Du wirst immer der Held meiner Kindheit sein / Niemand kommt da auch nur annähernd ran / Ich dachte du wirst mich leiten, wenn das Leben mich in falsche Richtungen führt / Das sind die Momente, in denen ich dich am meisten vermisse
«Ты навсегда останешься героем моего детства / Никто даже не приближается к этому / Я думал, что ты будешь меня направлять, если я собьюсь с пути / В такие моменты я больше всего по тебе скучаю».

## Евровидение
22 февраля 2018 года по первому каналу немецкого телевидения шла трансляция программы «Наша песня для Лиссабона» (нем. Unser Lied für Lissabon), в которой принимали участие шесть претендентов.
По итогам голосования, включавшего оценки международного жюри, экспертов Евровидения и позвонивших телезрителей, эта баллада в исполнении Михаэля Шульте была выбрана для конкурсной программы на Евровидении-2018.
Сразу после объявления итогов конкурса «Наша песня для Лиссабона» во время пресс-конференции 22 февраля четыре автора баллады ответили на вопросы о её создании. За основу были взяты эмоциональные переживания певца из нижнесаксонского города Букстехуде Михаэля Шульте, в подростковом возрасте потерявшего любимого отца. Но коллектив авторов старался найти текст, который бы не «выжимал слезу у слушателей», а вызывал естественные для многих ассоциации и воспоминания о детстве, об общении с родными и близкими людьми, в том числе и об уже ушедших из жизни.
В марте и апреле прошли запланированные перед Евровидением-2018 концертные выступления Михаэля Шульте с балладой You Let Me Walk Alone в Лондоне, Мадриде и Амстердаме.
- Дизайн выступления Михаэля Шульте в финале Евровидения-2018

## Отзывы
Ещё на этапе конкурсного отбора «Наша песня для Лиссабона» немецкий музыкант, композитор и продюсер Ральф Зигель, имеющий с 1976 года  непосредственное отношение к «Евровидению», назвал Михаэля Шульте своим фаворитом. Однако при этом  добавил, что для него осталось загадкой, зачем певцу потребовались четыре автора при создании баллады о собственном отце.
В ряде немецких статей высказывались неутешительные прогнозы с оглядкой на последние места, которые доставались представителям Германии несколько лет подряд.
Редактор берлинской  ежедневной газеты Die Tageszeitung журналист Ян Феддерсен, сделавший обзор немецкой прессы по данной тематике, назвал подобную критику «брюзжанием» (нем. Miesmacherei) и посоветовал спокойно ждать развития событий.
В опубликованном 2 марта 2018 года на сайте «Евровидения» видеоинтервью Михаэль Шульте, отвечая на вопросы о себе и   создании баллады о своём отце, признался, что  высказываемые негативные оценки его огорчают. Тем не менее, сказал он, это не помешает ему интенсивно готовиться к финальному выступлению.
6 мая 2018 года букмекеры опубликовали обновлённые прогнозы фаворитов «Евровидения-2018», согласно которым Германия не попадала в первую десятку, куда вошли Израиль, Норвегия, Франция, Эстония, Швеция, Чехия, Австралия и Молдова.
В итоге полученное четвёртое место Германии с балладой Михаэля Шульте You Let Me Walk Alone для многих оказалось неожиданным и даже сенсационным.